# Тойма (Татарстан)
Тойма́ (тат. Туйма) — село в Менделеевском районе Республики Татарстан, в составе Енабердинского сельского поселения.

## Этимология названия
Топоним произошёл от от гидронима «Туйма».

## География
Село находится на реке Тойма, в 18 км к северо-востоку от районного центра, города Менделеевска.

## История
Известно с 1680 г. В XVIII – первой половине XIX в. жители относились к категории государственных крестьян. Основные занятия жителей в этот период – земледелие и скотоводство, также был распространен извоз.
В 1846–1860-х гг. в селе работала миссионерская школа.
По данным 1859 г., в селе действовали мечеть, мельница. В начале XX в. здесь функционировали мечеть, мектеб (открыт в 1841 г.), мельница, хлебозапасный магазин. В 1916 г. была открыта земская школа.

## Административная принадлежность
До 1921 г. село входило в Кураковскую волость Елабужского уезда Вятской губернии. С 1921 г. в составе Елабужского, с 1928 г. – Челнинского кантонов ТАССР. С 10 августа 1930 г. – в Бондюжском, с 20 января 1931 г. – в Елабужском, с 10 февраля 1935 г. – в Бондюжском, с 1 февраля 1963 г. – в Елабужском, с 15 августа 1985 г. в Менделеевском районах.
Ныне входит в состав Енабердинского сельского поселения.

## Население
| 1781 | 1836 | 1859 | 1870 | 1887 | 1905 | 1920 | 1926 | 1938 | 1949 | 1958 | 1970 | 1979 | 1989 | 2002 | 2010 | 2017 |
| ---- | ---- | ---- | ---- | ---- | ---- | ---- | ---- | ---- | ---- | ---- | ---- | ---- | ---- | ---- | ---- | ---- |
| 71   | 286  | 364  | 365  | 609  | 756  | 846  | 343  | 836  | 588  | 470  | 449  | 285  | 172  | 162  | 145  | 132  |

## Экономика
Полеводство, молочное скотоводство.

## Социальные объекты
Дом культуры, библиотека.

## Религиозные объекты
Мечеть (с 1998 года).